# Saxemara IF
Saxemara IF är en svensk fotbollsklubb från Ronneby i Blekinge. Klubben bildades den 29 augusti 1949. Klubben kom till en början att bedriva mängder av aktiviteter: bandy, friidrott, bordtennis, orientering och givetvis fotboll. Ganska snabbt blev SIF en renodlad fotbollsklubb.
Föreningen har under senaste åren satsat mycket sin ungdomsverksamhet och blev 2017 nominerad som bästa ungdomsförening i länet av Blekinge idrottsförbund. I dagsläget finns 11 st ungdomslag och 2 st seniorlag. 2020 spelar föreningens representationslag i div. 3.
Musikern Frej Larsson är supporter till klubben.
Framgångsrika spelare från klubben är bland andra:
- Willy Gummesson, som även spelade i Djurgårdens IF och Helsingborgs IF.
- Jan "Lill-Damma" Mattsson, som även spelade i Östers IF och vann Allsvenskans skytteliga 1973, 1974 och 1975 och därefter blev proffs i Västtyskland (1975–1981).
- Johan Kronberg, som spelade fyra år i Mjällby AIF i division 1 åren 1988–1991.
- Gustav Andersson, har spelat i Östers IF.
- Nassir El Ali, Landslagsspelare för Libanon U23.